# Gauthier Destenay
Gauthier Christian Destenay (sinh ngày 21 tháng 9 năm 1979) là nam kiến trúc sư người Bỉ và là chồng của thủ tướng Luxembourg thứ 24, Xavier Bettel.

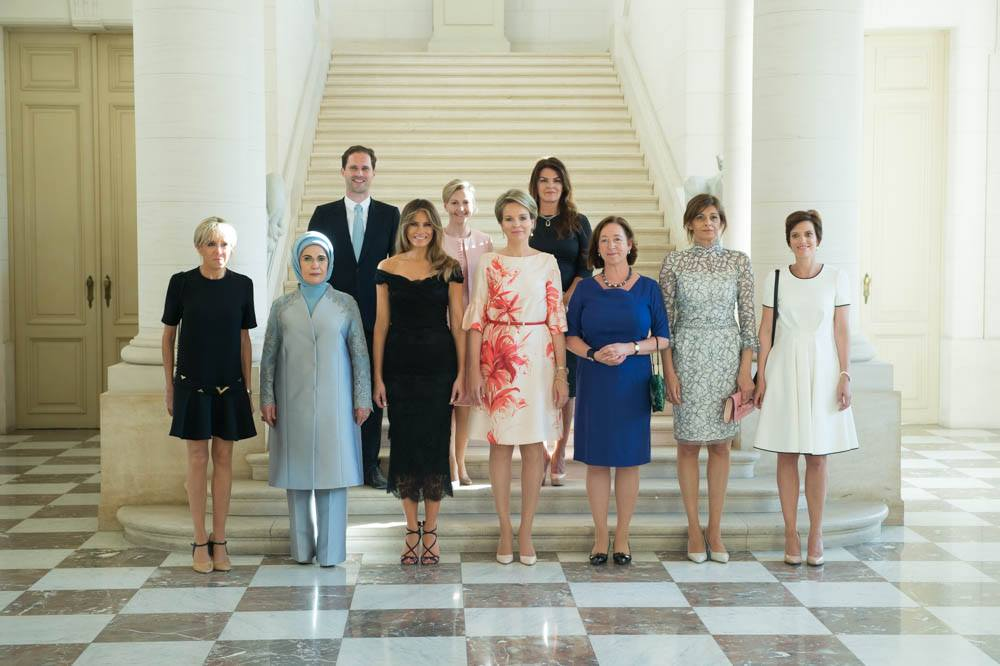
Gauthier Destenay với tư cách Đệ nhất Phu quân, chụp ảnh cùng các Đệ nhất phu nhân của các chính khách trong khối NATO

Destenay là người Bỉ, anh làm việc cho một dự án liên kết Bỉ - Luxembourg từ năm 2013. Trước đó, anh tốt nghiệp khoa Kiến trúc, Đại học Liège năm 2003.
Bettel công khai là người đồng tính vào năm 2008 và đã kết hợp dân sự với Destenay từ năm 2010. Hai người đã xuất hiện cùng nhau tại nhiều sự kiện chính thức, trong đó có đám cưới của Guillaume của Luxembourg.
Destenay đã cầu hôn Bettel vào tháng 8 năm 2014 và họ kết hôn vào ngày 15 tháng 5 năm 2015 trong một buổi lễ riêng do thị trưởng thành phố Luxembourg Lydie Polfer tổ chức với sự có mặt của khoảng 250 khách. Bettel trở thành người đứng đầu một chính phủ trong Liên minh châu Âu đầu tiên kết hôn đồng giới. Đám cưới cũng có sự tham gia của Elio Di Rupo, cựu Thủ tướng Bỉ, người đồng tính công khai đứng đầu chính phủ đầu tiên của Liên minh châu Âu. Buổi lễ được tiếp nối bởi một buổi tiếp tân cho 500 khách tại Cercle-Cité.
Destenay đã thu hút sự chú ý của phương tiện truyền thông khi anh xuất hiện với tư cách là người phối ngẫu nam duy nhất trong một bức ảnh chụp nhóm những người phối ngẫu của các nhà lãnh đạo thế giới tại hội nghị thượng đỉnh NATO 2017 (vào thời điểm đó có bốn người phối ngẫu nam khác; không ai trong số họ xuất hiện trong bức ảnh). Chú thích tên của Destenay đã bị bỏ qua trong một bức ảnh được đăng trên Facebook của Nhà Trắng, mặc dù những người khác đều được dán nhãn chính xác. Bài đăng đã được chỉnh sửa sau khi nó nhận những lời chỉ trích và bị buộc tội kì thị đồng tính.